# وپریود (باشقیرستان)
وپریود (انگلیسی: Vperyod, Republic of Bashkortostan) یک شهرک در شهرستان داولکانوفسکی در استان باشقیرستان کشور روسیه است.